# Ca l'Ixo
Ca l'Ixo és una masia del Prat de Llobregat datada en el segle xvii.

## Història
Es va construir en terrenys de Josep Ponsich i Castells i Maria Sarrieta i Milans. A prop d'aquesta masia es va construir, l'any 1283, la desapareguda ermita de Sant Pau.
L'any 1841 es va fer una ampliació i es va afegir tota una part nova a la casa. Els darrers propietaris van ser Marc Vila i Parellada i la seva muller Carme Rovira i Sebastià.

## Descripció
Fa aproximadament 225 metres quadrats, feta amb terra i pedra. Els sostres no són gaire alts, ja que es va elevar el terra per protegir l'habitatge de les riuades. A la planta baixa es troba el menjador i la cuina. També es troba l'estable, on temps enrere s'havien criat vaques. Al pis de dalt es troben les cambres. Al davant de la casa hi ha una zona enjardinada.

## Ús actual
Actualment és propietat de l'empresa de transports Tradisa.